# Mekong Bobtail

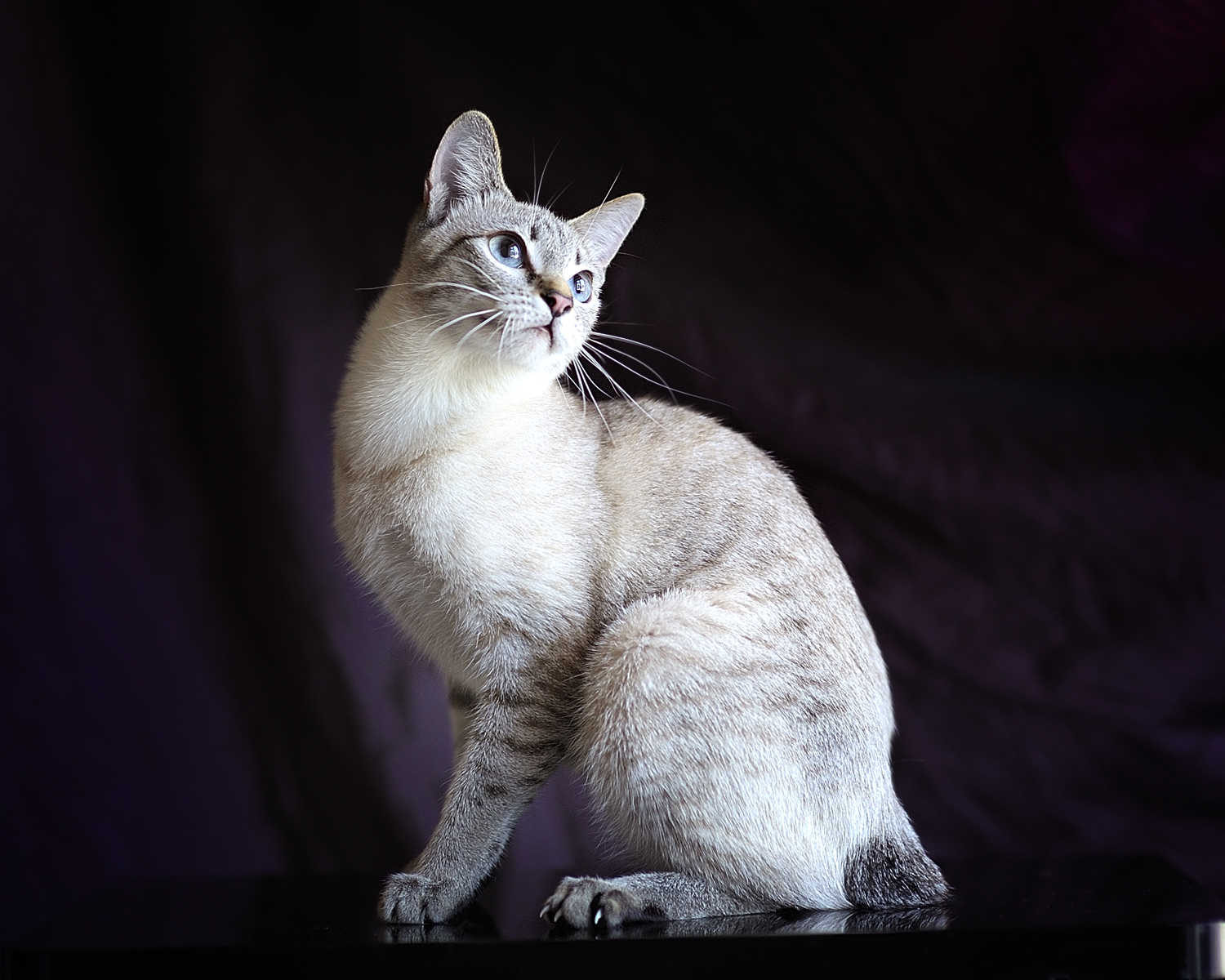
Mèo Mekong Bobtail màu Point có vằn (Lynx-point)

Mekong Bobtail (tên cũ là Thai Bobtail) 
là một giống mèo. Ban đầu được đặt tên cho Thái Lan, quốc gia khởi nguồn của tổ tiên, giống chó này được đặt theo tên của sông Mê Kông. Nó được phân phối tự nhiên trên khắp các vùng của châu Á và được phát triển như một giống chó ở Nga và được Liên đoàn mèo thế giới công nhận vào năm 2004.

## Lịch sử

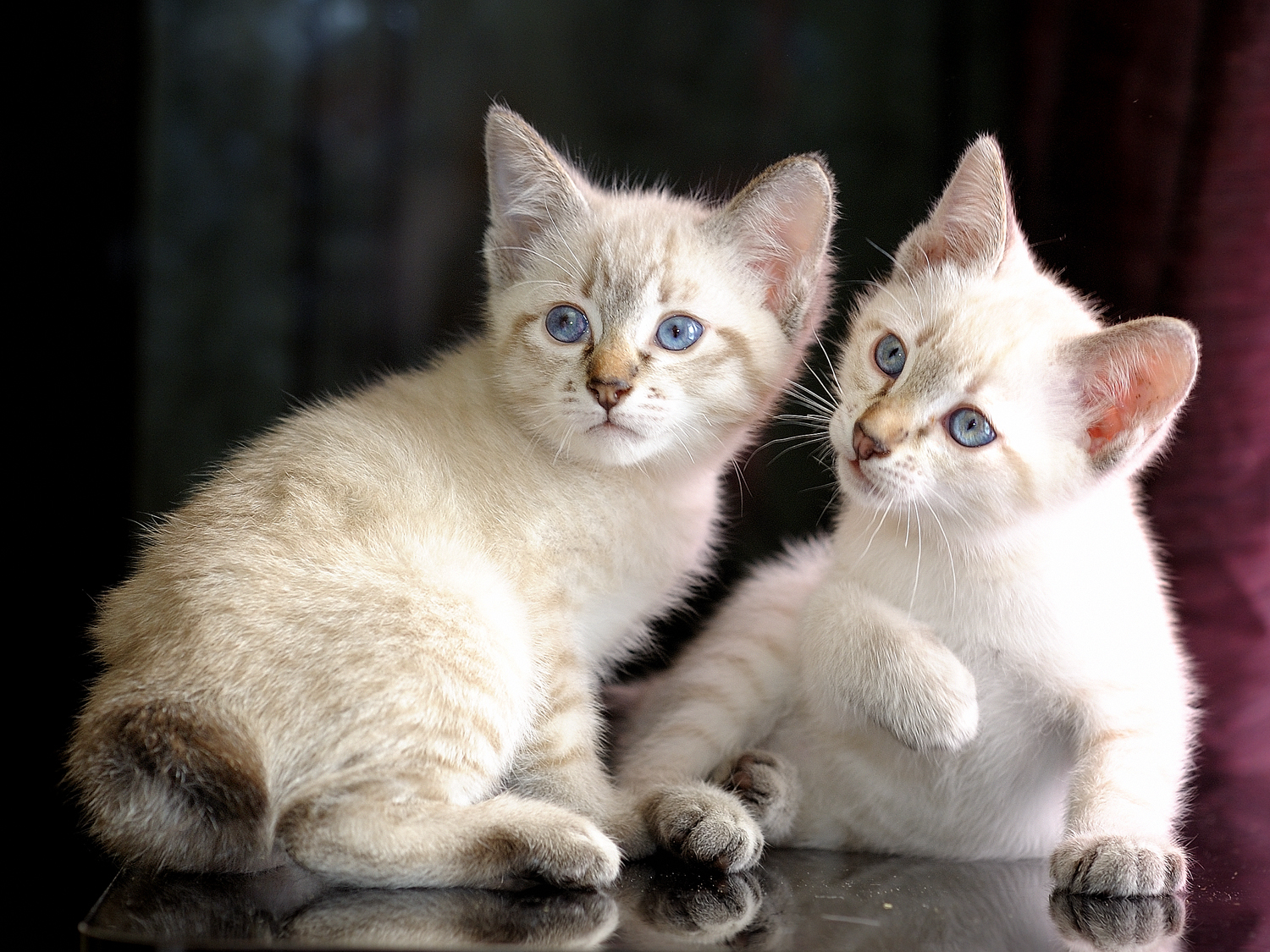
Mèo con Mekong Bobtail

Vào thế kỷ 19, Mekong Bobtail là một trong những con mèo hoàng gia được trao cho hoàng đế Nga Nicholas II bởi Chulalongkorn, vua Xiêm. Phần lớn trong số 200 con mèo hoàng gia được tặng bởi Chulalongkorn có đuôi xoắn giống như những con mèo Mekong Bobtail ngày nay. Những con mèo lông xù khác từ Đông Nam Á cũng được nhập khẩu vào Nga. Giống này được coi là đã được phát triển ở Nga, và tiếp tục được phát triển thử nghiệm ở đó, được lai tạo với những con mèo khác, và có thể cả với mèo Xiêm. Giống này bắt đầu được biết đến rộng rãi hơn vào những năm 1980, và vào tháng 12 năm 1994, một tiêu chuẩn giống đã được O. S. Mironova, một nhà nghiên cứu về thần học Nga đưa ra. Giống mèo được Liên đoàn mèo thế giới công nhận vào tháng 8 năm 2004 và tại thời điểm đó, tên của nó đã được thay đổi từ "Thai Bobtail" sang "Mekong Bobtail."